# Moussourfouk
Moussourfouk (ou Moussourtouk) est une localité du Cameroun située dans la commune de Moutourwa, le département du Mayo-Kani et la Région de l'Extrême-Nord, au pied des monts Mandara, à proximité de la frontière avec le Tchad.

## Population
Moussourfouk comptait 1 000 habitants, dont 481 hommes et 419 femmes, lors du dernier recensement de 2005.